# 8010 Böhnhardt
8010 Böhnhardt è un asteroide della fascia principale. Scoperto nel 1989, presenta un'orbita caratterizzata da un semiasse maggiore pari a 3,1708181 UA e da un'eccentricità di 0,1033466, inclinata di 5,51915° rispetto all'eclittica.